# Joel Nilsson
Per Håkan Joel Nilsson (11 luglio 1994) è un calciatore svedese, difensore o centrocampista del Kongsvinger.

## Carriera
Nilsson ha iniziato a giocare nel Pukaviks IF, dove ha esordito in prima squadra quando aveva 13 anni e 11 mesi. All'età di 15 anni, Nilsson aveva segnato 6 gol, e a 16 anni ne aveva segnati 11. Successivamente si è trasferito al Mjällby. Nel febbraio 2014, Nilsson ha firmato un contratto biennale con il Kristianstads FF.
Nel gennaio 2016 Nilsson ha fatto ritorno al Mjällby. Il 16 novembre 2019 ha prolungato di due anni il suo contratto. Nel frattempo ha partecipato alla risalita dei gialloneri nella piramide del calcio svedese, passando dalla terza alla prima serie nazionale nel giro di due anni. Dopo aver disputato due buoni campionati di Allsvenskan nel 2020 e nel 2021, ha scelto di lasciare la squadra dopo aver raggiunto la scadenza contrattuale il 31 dicembre 2021.
Il 4 dicembre 2021 l'Hammarby ha comunicato sul proprio sito che, a partire dall'imminente mese di gennaio, Nilsson si sarebbe unito al club biancoverde a seguito della firma di un contratto di due anni con un'opzione per un altro anno. Al primo campionato con l'Hammarby ha totalizzato 22 presenze, metà da titolare e metà dalla panchina, e segnato 5 reti. Nell'Allsvenskan 2023 invece ha totalizzato 16 presenze con zero reti all'attivo, poi ha lasciato la squadra poiché la dirigenza non ha rinnovato il suo contratto.

## Statistiche

### Presenze e reti nei club
Statistiche aggiornate al 13 luglio 2021.
| Stagione                | Squadra                 | Campionato              | Campionato | Campionato | Coppe nazionali | Coppe nazionali | Coppe nazionali | Coppe continentali | Coppe continentali | Coppe continentali | Altre coppe | Altre coppe | Altre coppe | Totale | Totale |
| Stagione                | Squadra                 | Comp                    | Pres       | Reti       | Comp            | Pres            | Reti            | Comp               | Pres               | Reti               | Comp        | Pres        | Reti        | Pres   | Reti   |
| ----------------------- | ----------------------- | ----------------------- | ---------- | ---------- | --------------- | --------------- | --------------- | ------------------ | ------------------ | ------------------ | ----------- | ----------- | ----------- | ------ | ------ |
| 2014                    | Kristianstads FF        | D1                      | 24         | 4          |                 | -               | -               |                    | -                  | -                  |             | -           | -           | 24     | 4      |
| 2015                    | Kristianstads FF        | D1                      | 20         | 7          |                 | -               | -               |                    | -                  | -                  |             | -           | -           | 20     | 7      |
| Totale Kristianstads FF | Totale Kristianstads FF | Totale Kristianstads FF | 44         | 11         |                 | -               | -               |                    | -                  | -                  |             | -           | -           | 44     | 11     |
| 2016                    | Mjällby                 | D1                      | 25         | 5          |                 | -               | -               |                    | -                  | -                  |             | -           | -           | 25     | 5      |
| 2017                    | Mjällby                 | D1                      | 24         | 9          |                 | -               | -               |                    | -                  | -                  |             | -           | -           | 24     | 9      |
| 2018                    | Mjällby                 | D1                      | 24         | 5          |                 | -               | -               |                    | -                  | -                  |             | -           | -           | 24     | 5      |
| 2019                    | Mjällby                 | S1                      | 29         | 5          |                 | -               | -               |                    | -                  | -                  |             | -           | -           | 29     | 5      |
| 2020                    | Mjällby                 | A                       | 24         | 0          |                 | -               | -               |                    | -                  | -                  |             | -           | -           | 24     | 0      |
| 2021                    | Mjällby                 | A                       | 10         | 1          |                 | -               | -               |                    | -                  | -                  |             | -           | -           | 10     | 1      |
| Totale Mjällby          | Totale Mjällby          | Totale Mjällby          | 136        | 25         |                 | -               | -               |                    | -                  | -                  |             | -           | -           | 136    | 25     |
| Totale carriera         | Totale carriera         | Totale carriera         | 180        | 36         |                 | -               | -               |                    | -                  | -                  |             | -           | -           | 180    | 36     |

## Palmarès

### Club

#### Competizioni nazionali
- Division 1: 1

Mjällby: 2018
- Superettan: 1

Mjällby: 2019